# 玻璃生产
玻璃生产主要包括原料的粉碎与配合、玻璃液的熔制、成型、退火、加工等步骤。玻璃生产主要涉及两种方法——生产平板玻璃的浮法玻璃工艺和生产玻璃瓶子和其他玻璃容器的玻璃吹制工艺。